# SV Friedrichsort
Maillots
Le SV Friedrichsort est un club sportif allemand localisé à Kiel dans le Schleswig-Holstein.
Outre la section football, le cercle dispose de plusieurs départements, dont l’athlétisme, le badminton, le bowling, la danse, la gymnastique, le handball, la natation, le tennis, le tennis de table, le volley-ball…

## Histoire
Après la capitulation de l’Allemagne nazie en mai 1945, tous les clubs et associations sportifs allemands furent dissous par les Alliés (voir Directive n°23).
Le club actuel vit le jour le 28 septembre 1945, à la suite de la fusion du cercle de gymnastique du Turn-und Sportverein Friedrichsort von 1890 (fondé le 31 mai 1890) avec les clubs du Freie Turnerschaft Friedrichsort und Umgebung et du Sport-Club Friedrichsort von 1908.

### SC 08 Friedrichsort
Lors de la saison 1919-1920, le SC 08 Friedrichsort atteignit la plus haute division régionale de l’époque, le Kreisliga Holstein. Mais après une seule saison, le club fut relégué sans avoir marqué le moindre point.
En 1940, le SC 08 accéda à la Gauliga Nordmark, mais il apparut que le cercle avait employé des joueurs non affiliés réglementairement. Il dut rester au deuxième niveau. En vue de la saison 1942-1943, la Gauliga fut scindée en trois ligues distinctes. Le SC 08 Friedrichsort fut versé dans la Gauliga Schleswig-Holstein et s’y classa directement derrière les ténors de la région, ceux de la ville de Kiel.

### Freie Turnerschaft Friedrichsort und Umgebung
Le Freie Turnerschaft Friedrichsort und Umgebung ne joua pas dans les ligues de la DFB, mais dans une ligue travailliste, l'ATSB. En 1921, il entra de la Nordmark-Meisterschaft de cette ligue.
En 1933, dès leur arrivée au pouvoir, les Nazis décrétèrent l’interdiction des ligues d’obédience communiste et socialiste, dont l’ATSB. Les clubs qui composaient ses ligues furent soit dissous, soit durent se rendre politiquement correct en rejoignant d’autres cercles existants. Par après, ce fut le tour des ligues et clubs étiquetés « bourgeois » ou « religieux » de subir le même sort.

### Après 1945
Peu après sa création, le SV Friedrichsort joua dans la Landesliga Schleswig-Holstein et se mit en quête de monter vers l’étage supérieur. À la fin des années 1950, le club remporta deux Landespokal (Coupe régionale) .
En 1960, le cercle participa au tour final pour la montée en Oberliga Nord, mais échoua largement. 
Après la création de la Bundesliga, en 1963, le SVF parvint à se placer en ordre utile pour monter au nouveau deuxième niveau de football allemand, la Regionalliga Nord. Pour la première fois depuis la création de la République fédérale d'Allemagne, le club joua dans la même ligue que le club phare de sa région, le FC Holstein Kiel.
Friedrichsort évolua trois saisons en Regionallia puis fut relégué, malgré une victoire face au FC St-Pauli, le futur champion.
Le club ne parvint jamais à remonter dans l’antichambre de l’élite. En 1975, il joua le tour final pour la montée vers la nouvelle Oberliga Nord, une ligue recrée, cette fois au niveau 3, lors de l’instauration de la 2. Bundesliga, en 1974. Mais ce fut un échec. Le cercle resta au 4e niveau puis recula au 4e[pas clair].
En 1995, le SV Friedrichsort descendit au niveau 6 de la pyramide du football allemand. Au fil du temps, le cercle régressa encore et finit par être relégué en Kreisliga.